# 453-as busz
A 453-as jelzésű regionális autóbusz Galgamácsa, Újtelep és Gödöllő, autóbusz-állomás között közlekedik, kizárólag egy irányban. A járatot a MÁV Személyszállítási Zrt. üzemelteti.

## Története
A busz 2015. augusztus 1-jétől közlekedik részben a korábbi 2161-es busz vonalán.

## Megállóhelyei
| 0  | 0  | Galgamácsa, Újtelep induló végállomás       | |
| 1  | 1  | Galgamácsa, magtár                          | 316, 318, 342, 347, 348, 394 |
| 2  | 2  | Galgamácsa, fatelep                         | 316, 318, 342, 394 |
| 3  | 3  | Galgamácsa, gyógyszertár                    | 316, 318, 342, 347, 348, 394, 460 |
| 4  | 4  | Galgamácsa, művelődési ház                  | 316, 318, 342, 347, 348, 394, 460 |
| 5  | 5  | Galgamácsa, vasútállomás                    | 316, 318, 342, 347, 348, 394, 460 S780 |
| 6  | 6  | Galgamácsa, művelődési ház                  | 316, 318, 342, 347, 348, 394, 460 |
| 7  | 7  | Galgamácsa, Panoráma lakótelep              | 318 |
| 8  | 8  | Vácegres, alsó iskola                       | 318 |
| 9  | 9  | Vácegres, községháza                        | 318 |
| 10 | 10 | Vácegres, tsz.-tanya                        | 318 |
| 11 | 11 | Erdőkertes, (Háromház), autóbusz-forduló    | 318, 319, 393, 451 |
| 12 | 12 | Erdőkertes, Máté tanya                      | 318, 319, 393, 451 |
| 13 | 13 | Erdőkertes, 4-es km-kő                      | 318, 319, 393, 451 |
| 14 | 14 | Erdőkertes, Villamos utca                   | 318, 319, 393, 451 |
| 15 | 15 | Erdőkertes, Katona József utca              | 318, 319, 393, 451, 451 |
| 16 | ∫  | Erdőkertes, Bethlen Gábor utca              | 393, 451 |
| 17 | ∫  | Erdőkertes, Thököly utca autóbusz-forduló   | 393, 451 |
| 18 | ∫  | Erdőkertes, Bethlen Gábor utca              | 393, 451 |
| 19 | 16 | Erdőkertes, templom                         | 318, 319, 393, 451 |
| 20 | 17 | Erdőkertes, vasúti megállóhely              | 318, 319, 393, 451 S71 G71 |
| 21 | 18 | Veresegyház, általános iskola               | 318, 319, 391, 392, 393, 394, 395, 396, 397, 398, 399, 450, 451, 452, 454, 455 |
| 22 | 19 | Veresegyház, benzinkút                      | 391, 392, 394, 395, 396, 397, 398, 399, 450, 451, 452, 454, 455 |
| 23 | 20 | Veresegyház, vasútállomás bejárati út       | 391, 392, 395, 396, 397, 398, 399, 450, 451, 452, 454, 455 |
| 24 | 21 | Veresegyház, Közúti Igazgatóság             | 396, 397, 398, 399, 450, 451, 452, 454, 455 |
| 25 | 22 | Szada, TÜZÉP telep                          | 396, 397, 398, 399, 450, 451, 452, 454, 455 |
| 26 | 23 | Szada, Dózsa György út 111.                 | 396, 398, 450, 451, 452, 454, 455 |
| 27 | 24 | Szada, Dózsa György út 51.                  | 396, 398, 450, 451, 452, 454, 455 |
| 28 | 25 | Szada, Dózsa György út 6.                   | 396, 398, 450, 451, 452, 454, 455 |
| 29 | 26 | Szada, Tél utca                             | 396, 398, 450, 451, 452, 454, 455 |
| 30 | 27 | Gödöllő, Úrréti-tó                          | 396, 398, 450, 451, 452, 454, 455, 464 |
| 31 | 28 | Gödöllő, Haraszti út                        | 402, 412, 422, 442, 450, 451, 452, 454, 455, 464 1052, 1076 |
| 32 | 29 | Gödöllő, Idősek Otthona                     | 402, 412, 422, 432, 442, 450, 451, 452, 454, 455, 464 1052, 1076 |
| 33 | 30 | Gödöllő, Széchenyi István utca              | 402, 412, 422, 432, 442, 450, 451, 452, 454, 455, 464 1052, 1076 |
| 34 | 31 | Gödöllő, Szilhát utca                       | 412, 422, 450, 451, 452, 454, 455, 464 1052, 1076 |
| 35 | 32 | Gödöllő, szökőkút                           | 317, 324, 402, 412, 422, 432, 442, 446, 447, 448, 450, 451, 452, 454, 455, 464, 466, 470, 471, 472, 473, 474, 475, 476, 477, 478, 479 1052, 1076 |
| 36 | 33 | Gödöllő, autóbusz-állomás érkező végállomás | 317, 324, 402, 404, 405, 406, 407, 410, 412, 422, 426, 430, 432, 440, 441, 442, 444, 446, 447, 448, 450, 451, 452, 454, 455, 461, 463, 464, 465, 466, 468, 469, 470, 471, 472, 473, 474, 475, 476, 477, 478, 479 1040, 1049, 1052, 1076, 1077, 1078 |